# Melody Gardot
Melody Gardot (New Jersey, 2 februari 1985) is een muzikante, componiste en zangeres uit de Verenigde Staten (Philadelphia, Pennsylvania). Op negentienjarige leeftijd belandt ze na een verkeersongeluk in het ziekenhuis. Mede door de muziektherapie die ze tijdens het revalideren krijgt, ontwikkelt ze zich als zangeres. Gardot wordt vooral beïnvloed door blues- en jazzartiesten, maar ook door pop- en klassieke muziek. Ze wordt vaak in één adem genoemd met de eveneens Amerikaanse Norah Jones.

## Levensloop en carrière
Op haar negentiende wordt Gardot op haar fiets aangereden door een auto. Ze loopt ernstige kwetsuren op aan hoofd en ruggengraat en moet uiteindelijk meer dan een jaar in het ziekenhuis blijven. Tot op heden heeft ze last van de gevolgen van dat ongeluk: haar ogen verdragen geen zonlicht en ze loopt met een wandelstok. Om de neurologische schade na het ongeluk te herstellen, stimuleert een arts haar om met muziek aan de slag te gaan als therapie. Voor het ongeluk speelde ze piano, maar omdat ze niet meer kan zitten, leert ze al liggend op haar rug gitaar spelen.
De liedjes die ze in deze periode componeert, vormen de basis voor haar eerste EP, Some Lessons - The Bedroom Sessions. Ook haar eerste album, Worrisome Heart, in 2006 onafhankelijk uitgebracht en in 2008 opnieuw door Verve, schrijft ze zelf.
Voor haar derde album, My One And Only Thrill, werkt ze samen met Larry Klein, de producer die eerder werkte met Joni Mitchell. Voor dit album schrijft ze het grootste deel van de liedjes, terwijl ze voor de arrangementen samenwerkt met Vince Mendoza.
Gardot speelde zowel in 2008, 2009 als in 2012 op het North Sea Jazz Festival in Rotterdam. Ook later in 2012 trad ze in Nederland op. In 2015 stond ze als extra programma op het North Sea Jazz Festival.

## Muziek en invloeden
Melody Gardot kwam al op jonge leeftijd met jazz in aanraking, toen ze klassieke muziek wilde gaan studeren, omdat haar leraar merkte dat ze de juiste extra noten ging toevoegen aan de muziek van klassieke componisten. Pas daarna ging ze zelf naar jazz luisteren. Melody Gardot kan zelf niet aangeven door wie ze allemaal beïnvloed is, maar het begon met Duke Ellington. Ze geeft niet zozeer om grote namen, maar zocht muzikanten die uitdrukking bezitten. Zelf legt ze dat als volgt uit: "Als een muzikant heb je de verantwoordelijkheid om het publiek te leiden, om de lucht te beheersen. Wat we met de tijd en wat we met de ruimte doen is onze keuze. Je hebt een missie of een idee."

## Discografie

### Albums
| Album met eventuele hitnotering(en) in de Nederlandse Album Top 100 | Datum van verschijnen | Datum van binnenkomst | Hoogste positie | Aantal weken | Opmerkingen         |
| ------------------------------------------------------------------- | --------------------- | --------------------- | --------------- | ------------ | ------------------- |
| Some lessons -The bedroom sessions                                  | 2005                  | -                     |                 |              |                     |
| Worrisome heart                                                     | 13-06-2008            | -                     |                 |              |                     |
| Live from SoHo                                                      | 2009                  | -                     |                 |              | Concert voor iTunes |
| My one and only thrill                                              | 24-04-2009            | 02-05-2009            | 20              | 18           |                     |
| The absence                                                         | 25-05-2012            | 02-06-2012            | 16              | 4*           |                     |
| Currency of Man                                                     | 2015                  | -                     |                 |              |                     |
| Live in Europe                                                      | 2018                  | -                     |                 |              | [ 4 ]               |
| Sunset In The Blue                                                  | 2020                  | -                     |                 |              |                     |

| Album met hitnotering(en) in de Vlaamse Ultratop 200 albums | Datum van verschijnen | Datum van binnenkomst | Hoogste positie | Aantal weken | Opmerkingen |
| ----------------------------------------------------------- | --------------------- | --------------------- | --------------- | ------------ | ----------- |
| My one and only thrill                                      | 2009                  | 09-05-2009            | 31              | 22           |             |
| The absence                                                 | 2012                  | 02-06-2012            | 8               | 4*           |             |

### Singles
| Single met hitnotering(en) in de Vlaamse Ultratop 50 | Datum van verschijnen | Datum van binnenkomst | Hoogste positie | Aantal weken | Opmerkingen |
| ---------------------------------------------------- | --------------------- | --------------------- | --------------- | ------------ | ----------- |
| Mira                                                 | 23-04-2012            | 02-06-2012            | tip49*          |              |             |

### Dvd's
| Muziek-dvd met eventuele hitnotering(en) in de Nederlandse Muziek Dvd Top 30 | Datum van verschijnen | Datum van binnenkomst | Hoogste positie | Aantal weken | Opmerkingen |
| ---------------------------------------------------------------------------- | --------------------- | --------------------- | --------------- | ------------ | ----------- |
| Live at the Olympia Paris                                                    | 2016                  | 14-05-2016            | 12              | 8            |             |